# Districte de Narbona

Els 3 districtes de l'Aude

El districte de Narbona és una sotsdivisió administrativa (anomenada arrondissement o sotsprefectura) del departament de l'Aude, a la regió d'Occitània (França), amb 122.000 habitants i 82 municipis.

## Cantons
Es divideix en nou cantons (en primer terme el nom occità; entre parèntesis, el nom oficial francès):
- Corçan (Cantó de Corsan)
- Durban de las Corbièras (Durban de las Corbièras)
- Ginestars (Cantó de Ginestars)
- Lesinhan de las Corbièras (Cantó de Lesinhan de las Corbièras)
- Narbona Est (Cantó de Narbona-Est)
- Narbona Oest (Cantó de Narbona-Oest)
- Narbona Sud (Cantó de Narbona-Sud)
- Sijan (Cantó de Sijan)
- Tuishan (Cantó de Tuchan)